# Cynoglossus dispar
Cynoglossus dispar är en fiskart som beskrevs av Day, 1877. Cynoglossus dispar ingår i släktet Cynoglossus och familjen Cynoglossidae. Inga underarter finns listade i Catalogue of Life.